# Ecologia sensorial
A ecologia sensorial é um campo relativamente novo com foco nas informações que os organismos obtêm sobre seu ambiente. Inclui questões sobre qual informação é obtida, como é obtida (o mecanismo) e por que a informação é útil para o organismo (a função).
A ecologia sensorial é o estudo de como os organismos adquirem, processam e respondem às informações de seu ambiente. Todos os organismos individuais interagem com seu ambiente (consistindo de componentes animados e inanimados) e trocam materiais, energia e informações sensoriais. A ecologia geralmente se concentra nas trocas de matéria e energia, enquanto as interações sensoriais geralmente são estudadas como influências no comportamento e nas funções de certos sistemas fisiológicos (órgãos dos sentidos). A área relativamente nova da ecologia sensorial surgiu à medida que mais pesquisadores se concentram em questões relativas à informação no ambiente.   Este campo abrange tópicos que vão desde os mecanismos neurobiológicos dos sistemas sensoriais até os padrões comportamentais empregados na aquisição de informações sensoriais e o papel da ecologia sensorial em processos evolutivos mais amplos, como especiação e isolamento reprodutivo. Enquanto a percepção humana é em grande parte visual,  outras espécies podem depender mais fortemente de diferentes sentidos. Na verdade, a forma como os organismos percebem e filtram as informações de seu ambiente varia muito. Os organismos experimentam diferentes mundos perceptivos, também conhecidos como “umwelten”, como resultado de seus filtros sensoriais.  Esses sentidos variam do olfato, paladar (gustação), audição (mecanorrecepção) e visão à detecção de feromônios, detecção de dor (nocicepção), eletrorrecepção e magnetorecepção. Como espécies diferentes dependem de sentidos diferentes, os ecologistas sensoriais procuram entender quais pistas ambientais e sensoriais são mais importantes na determinação dos padrões comportamentais de certas espécies. Nos últimos anos, esta informação tem sido amplamente aplicada nas áreas de conservação e gestão.

## Reações dos organismos às mudanças ambientais

### Mudanças no nível de ruído
A comunicação é a chave para muitas interações entre espécies. Em particular, muitas espécies dependem de vocalizações para obter informações como parceiros em potencial, predadores próximos ou disponibilidade de alimentos. As mudanças humanas no habitat modificam os ambientes acústicos e podem dificultar a comunicação dos animais. Os seres humanos podem alterar os ambientes acústicos modificando os níveis de ruído de fundo, modificando o habitat ou alterando a composição das espécies.  Essas mudanças nos ambientes acústicos podem mascarar as vocalizações de várias espécies. Como os humanos podem exercer mudanças tão fortes em ambientes acústicos, os ecologistas sensoriais têm se interessado particularmente em pesquisar e entender como os organismos reagem a essas mudanças.

### Mudanças na iluminação
Os humanos alteraram fortemente a iluminação noturna. Essa poluição luminosa teve sérios impactos em espécies que dependem de pistas visuais para navegação. Um estudo recente de comunidades de roedores mostrou que noites mais claras levaram a mudanças em nível de comunidade no comportamento de forrageamento; enquanto espécies menos susceptíveis a predadores forragearam pesadamente, aquelas espécies susceptíveis à predação reduziram sua atividade de forrageamento como resultado de sua maior visibilidade noturna.  As aves também são fortemente influenciadas pela poluição luminosa. Por exemplo, os ecologistas descobriram que as luzes em estruturas altas podem desorientar as aves migratórias, levando a milhões de mortes a cada ano.  Essas descobertas orientaram esforços recentes de conservação. O US Fish and Wildlife Service criou um conjunto de diretrizes para reduzir os impactos da iluminação nas aves migratórias, como limitar a construção de torres, limitar a altura das torres e manter as torres longe das zonas migratórias.  Além disso, programas como o Fatal Light Awareness Program (FLAP) em Toronto reduziram as colisões de pássaros ao reduzir as emissões de luz de edifícios altos.  Estudos também descobriram que a iluminação artificial atrapalha a orientação dos filhotes de tartarugas marinhas.  Isso, por sua vez, aumentou a mortalidade nas populações de tartarugas marinhas.

### Papel da ecologia sensorial nas estratégias de conservação
Um objetivo dos ecologistas sensoriais tem sido estudar quais informações ambientais são mais importantes para determinar como esses organismos percebem seu mundo. Esta informação tem sido particularmente relevante na compreensão de como os organismos podem responder a rápidas mudanças ambientais e novos ambientes modificados pelo homem.  Recentemente, os cientistas pediram uma integração da ecologia sensorial nas estratégias de conservação e gestão.  A ecologia sensorial pode, portanto, ser usada como uma ferramenta para entender (1) por que diferentes espécies podem reagir às mudanças antropogênicas e ambientais de maneiras diferentes e (2) como os impactos negativos das mudanças ambientais e antropogênicas podem ser mitigados. Além disso, a ecologia sensorial tem sido empregada como uma ferramenta para moldar estratégias de manejo para o controle e erradicação de pragas e espécies invasoras tão diversas quanto pragas de culturas, animais marinhos, sapos cururus e cobras marrons.

#### Conservação através da redução de armadilhas ecológicas
Uma armadilha ecológica é uma instância em que os organismos escolhem habitats de baixa qualidade em vez de habitats melhores e disponíveis devido à sua avaliação incorreta da qualidade do habitat.  Paisagens feitas pelo homem apresentam novos ambientes para os organismos. Além disso, materiais feitos pelo homem podem ser confundidos com materiais naturais, levando alguns organismos a escolher habitats de baixa qualidade em vez de locais de habitat de melhor qualidade. A ecologia sensorial pode ser usada para mitigar os efeitos dessas armadilhas ecológicas, esclarecendo qual informação organismos estão usando para tomar decisões “ruins”.